# Осада Теруана (1553)
Осада Теруана 13 апреля — 20 июня 1553 — была предпринята войсками императора Карла V в ходе кампании 1553 года во время Десятой Итальянской войны (1552—1556).

## Кампания 1553 года
Потерпев унизительное поражение в 1552 году при осаде Меца, император был намерен взять реванш у французов. Те, в свою очередь, спешно укрепляли пикардийские крепости, ожидая удара именно на этом направлении. 8 марта маршал Сент-Андре прибыл в Ардр с 1200 всадниками и 4000 пехотинцев. Он приказал усилить укрепления Перонны, 12-го проинспектировал Эден.
В середине марта стало известно, что император прибыл в Валансьен и готовится к походу. Соединив остатки своей прошлогодней армии с силами графа дю Рё, и набрав новые отряды, Карл V опять довел численность войск до 60 тыс. человек, и выступил в Пикардию.
Его главной целью был Теруан, сильнейшая крепость на северо-востоке Франции, в ходе Итальянских войн уже испытавшая две осады в 1513 и 1537 годах. Король Франциск I, восстановивший крепость, любил говорить: «Теруан и Экс-ан-Прованс — это две подушки, на которых король Франции может спать спокойно». Его преемник Генрих II в виду серьёзной угрозы крепости направил туда одного из своих лучших военачальников — Эссе де Монталамбера, храброго воина, прославившегося в 1543 году героической защитой Ландреси, но человека престарелого, страдавшего от последствий ранений и больного гепатитом.
Монталамбер констатировал, что город плохо подготовлен к осаде, несмотря на мощные укрепления, испытывает недостаток в припасах и обороняется слабым гарнизоном, но пообещал королю сделать все возможное, добавив, что пока он жив, враг не войдет в Теруан. В свою очередь, имперский генерал Понтюс де Бюньикур в начале экспедиции заявил Карлу: «Я вам обещаю в четыре месяца взять Теруан. Если не сдержу слова, согласен, чтобы меня разорвали лошадями на четыре части».
На помощь трем тысячам солдат гарнизона Монталамбер, которого сопровождали Франсуа де Монморанси и другие знатные сеньоры, привел 50 тяжеловооруженных, две сотни легкой кавалерии и две роты пехотинцев; затем король направил в Теруан маркиза де Боже с тысячей пехотинцев и 250 шеволежерами.

## Осада
13 апреля имперская армия подошла к городу. Карл V сделал ставку на мощь своего артиллерийского парка, выпустившего по Теруану за время осады около 50 тысяч ядер. Адриен де Крой установил две батареи, одну к западу от города, другую к востоку, и в скором времени сосредоточенный огонь проделал в стенах крупные бреши. Несмотря на страшные разрушения в самом городе и обрушение крепостных башен, гарнизон отчаянно защищался. Монталамбер не переставал устраивать вылазки, нанося противнику жестокие потери.
Непосредственно руководивший осадой граф дю Рё умер в её ходе, и был заменен сеньором де Бюньикуром. Имперские войска начали терять надежду на успех, но командующий артиллерией Аллен де Бианкур 12 июня массированным огнём сумел обрушить крепостную стену на участке в 60 шагов, после чего войска бросились на штурм пролома. В ходе упорного десятичасового сражения французы отразили три яростных атаки, и к ночи осаждавшие, потеряв более 1500 человек, были вынуждены отступить.
К несчастью для осажденных Монталамбер, «один стоивший целой когорты», погиб, как и обещал, на бреши, во время схватки с испанским офицером. По словам современников, французский аркебузир, наблюдавший за боем и боявшийся за своего командира, выстрелом свалил испанца в крепостной ров, после чего один из вражеских аркебузиров отомстил, послав пулю в Монталамбера.
Принявший командование Франсуа де Монморанси был молод и не имел достаточного авторитета в войсках, поэтому заручился поддержкой военного совета, составленного из опытных людей, которым доверял д’Эссе.
18 июня имперцы подвели сапу под крепостную стену, и взрывом мины проделали брешь, достаточную для проезда всадника в полном вооружении. После этого состоялся новый штурм, чрезвычайно кровопролитный для обеих сторон.

## Капитуляция. Уничтожение Теруана
Силы защитников были на исходе, и тяжелые потери в бою 18 июня не оставили им надежды удержать крепость. 20-го Монморанси вместе с военным советом принял решение о капитуляции. По её условиям гарнизон выходил с оружием, а город должен был избежать крови и грабежа. Испанцы, уважавшие чужое мужество и помнившие о благородном поведении французов при осаде Меца, своё обещание сдержали, но бельгийцы и имперские наемники после выхода гарнизона ворвались в Теруан и устроили резню гражданского населения без различия пола и возраста.

…немцы были неумолимы в своей жажде отомстить за поражение под Мецем; мы сжалились тогда над их ранеными и больными, они же убили всех раненых, всех кто был в теруанском гарнизоне, за исключением небольшого числа людей, сумевших заплатить крупный выкуп; они убили всех жителей города, и женщин и детей, они сожгли все дома, монастыри и церкви…— Forneron H. Les Ducs de Guise et leur époque, étude historique sur le XVIe siècle, p. 154
Император решил использовать ситуацию для устрашения противника, и в июле 1553 отдал письменный приказ разрушить Теруан до основания. Жителям, которых, по разным данным, насчитывалось от 12 до 20 тысяч, было запрещено возвращаться на место, где когда-то стоял их город, епархия Теруана была разделена между соседними епископствами. Среди прочих сооружений, был снесен кафедральный собор, один из крупнейших во Франции.
18 июля такая же судьба постигла соседний Эден, взятый имперцами после недолгой осады и также стертый с лица земли.

## Последствия
В 1555 году королева Мария Английская пыталась примирить французского короля и императора, организовав переговоры в деревне Марк близ Кале. Конференция началась с протеста, сделанного французскими представителями по поводу уничтожения Теруана. Королева внесла предложение, соответствовавшее морали своего времени, которое, по её мнению, должно было успокоить недовольство Франции: разрушить на выбор какой-либо из городов, захваченных на имперской или испанской территории. Этот проект, прибавлявший к одному бессмысленному варварству другое, и бывший вполне в духе королевы, прозванной соотечественниками «Кровавой», тогда не был реализован, поскольку переговоры вскоре зашли в тупик и война возобновилась.
Снова вопрос о Теруане был поставлен французами на переговорах в Като-Камбрези, и кардинал Гранвелла опять предложил им компенсацию по закону талиона. Перебрав несколько вариантов, королевские уполномоченные остановились на небольшом городке Ивуа (ныне Кариньян) в Арденнах, в четырёх лье от Седана, взятом в 1552 году. Там было всего две тысячи населения. Испанцы надеялись, что противник ограничится разрушением только крепости и городских стен, но французы уничтожили город полностью.
По условиям Като-Камбрезийского мира Теруан не подлежал восстановлению. Город был заново построен на новом месте в 1762 году, но так и не достиг прежнего состояния, оставшись небольшим поселением. Место, где находился старый город, прозванный «Средневековыми Помпеями», является предметом археологических раскопок и местной достопримечательностью.

## Комментарии
1. ↑  По другой периодизации — Восьмой Итальянской войны (1551—1559)
2. ↑  Буквально он высказался в том смысле, что «когда вам доложат, что Теруан взят, Эссе излечится от желтухи, погибнув на бреши» (Piers, p. 40)
3. ↑  Преувеличение
4. ↑  В Европе не так много старинных городов, археологическим исследованиям которых не мешают современные постройки.